# Zapalenie gruczołu Bartholina
Zapalenie gruczołu Bartholina (łac. bartholinitis) – choroba występująca najczęściej między 20. a 40. rokiem życia, z reguły jednostronnie. Spowodowana jest przeważnie przez gronkowce, paciorkowce lub ziarenkowce (gonokoki), które, po wniknięciu przez przewody wyprowadzające, wywołują stan zapalny gruczołu Bartholina. W przebiegu choroby dochodzi zazwyczaj do niedrożności ujścia gruczołu i nagromadzenia treści ropnej, następnie może dojść do perforacji i wycieku ropy do przedsionka pochwy lub na powierzchnię skóry. Leczenie polega na wycięciu okienka na wewnętrznej powierzchni wargi sromowej mniejszej w celu zapewnienia drogi odpływu ropy (marsupializacja). Stosowanie antybiotyków jest konieczne tylko w przypadku potwierdzonej obecności gonokoków.